# Overkill (EP)
Overkill – minialbum amerykańskiego zespołu thrash metalowego Overkill wydany w 1985 roku przez Metal Storm Records. Na tym albumie znalazły się cztery kompozycje z których dwie pojawiły się na pierwszym albumie studyjny a jeden na albumie Taking Over.

## Lista utworów
1. „Rotten to the Core” – 5:13
2. „Fata if Swallowed” – 6:20
3. „The Answer” – 8:49
4. „Overkill” – 3:41

## Skład zespołu
- Blitz – Wokal
- Bobby Gustafson – Gitara
- D.D.Verni – Gitara Basowa
- Rat Skates – Perkusja